# Zitterbewegung
Zitterbewegung (z niemieckiego, oznacza „ruch drżący”) – efekt pojawiający się w analizie rozwiązań równania Diraca, polegający na szybkiej oscylacji położenia cząstki wokół klasycznej trajektorii. Jeżeli skonstruować paczkę falową spełniającą równanie Diraca i zawierającą zarówno fale o dodatniej, jak i ujemnej energii, to zależna od czasu wartość średnia operatora położenia, która w granicy klasycznej jest torem cząstki, zawiera, oprócz wyrazu liniowo zależnego od czasu (opisującego ruch postępowy), także szybko oscylujący składnik, opisujący „drżenie” cząstki wokół jej klasycznej trajektorii.
Częstość kołowa tej oscylacji jest równa przerwie energetycznej pomiędzy stanami dodatniej a ujemnej energii podzielonej przez stałą Plancka, zaś amplituda jest rzędu komptonowskiej długości fali cząstki. Dla elektronu
{\displaystyle \omega \geqslant {\frac {2m_{e}c^{2}}{\hbar }}\approx 1{,}6\times 10^{21}\,\mathrm {Hz} ,}
{\displaystyle \lambda _{c}={\frac {h}{m_{e}c}}\approx 2{,}4\times 10^{-12}\,\mathrm {m} .}
Fakt, że oscylacja nie pojawia się dla paczek falowych złożonych tylko z fal o dodatniej lub tylko fal o ujemnej energii powoduje, że uważana jest za efekt interferencji pomiędzy nimi.
Jako pierwszy efekt ten zauważył Erwin Schrödinger w roku 1930.
W roku 2010 doniesiono o doświadczalnym zaobserwowaniu zjawiska zitterbewegung dla pojedynczego jonu schwytanego w pułapce jonowej i umieszczonego w takim potencjale, by symulował zachowanie swobodnej relatywistycznej cząstki opisywanej równaniem Diraca. Dla rzeczywistych relatywistycznych cząstek efekt nie został dotychczas zaobserwowany, jest to związane z bardzo wielką częstotliwością „drżenia”. W powyższym eksperymencie warunki ustalono tak, że różnica energii pomiędzy stanami symulującymi energie dodatnie i ujemne była bardzo mała, dzięki czemu oscylacje położenia były powolne.